# Anadolu Efes Spor Kulübü 2011-2012
Questa voce raccoglie le informazioni riguardanti l'Anadolu Efes Spor Kulübü nelle competizioni ufficiali della stagione 2011-2012.

## Stagione
La stagione 2011-2012 dell'Anadolu Efes Spor Kulübü è la 34ª nel massimo campionato turco di pallacanestro, la Türkiye 1. Basketbol Ligi.

## Roster
Aggiornato al 21 marzo 2021.
| Anadolu Efes 2011-12 | Anadolu Efes 2011-12 |
| Giocatori            | Staff tecnico        |
| -------------------- | -------------------- |

| N. | Naz.                                    | Ruolo | Nome             | Anno | Alt.   | Peso   |  |
| -- | --------------------------------------- | ----- | ---------------- | ---- | ------ | ------ |  |
| 4  | Turchia (bandiera)                      | P     | Doğuş Balbay     | 1989 | 182 cm | 80 kg  |  |
| 6  | Macedonia del Nord (bandiera)           | P     | Vlado Ilievski   | 1980 | 188 cm | 82 kg  |  |
| 8  | Stati Uniti (bandiera)                  | GA    | Tarence Kinsey   | 1984 | 198 cm | 84 kg  |  |
| 10 | Turchia (bandiera)                      | PG    | Kerem Tunçeri    | 1979 | 190 cm | 85 kg  |  |
| 11 | Turchia (bandiera)                      | AP    | Cenk Akyol       | 1987 | 198 cm | 88 kg  |  |
| 12 | Turchia (bandiera)                      | AG    | Kerem Gönlüm (C) | 1977 | 208 cm | 102 kg |  |
| 15 | Uruguay (bandiera)                      | C     | Esteban Batista  | 1983 | 208 cm | 122 kg |  |
| 19 | Slovenia (bandiera)                     | G     | Saša Vujačić     | 1984 | 201 cm | 88 kg  |  |
| 20 | Serbia (bandiera)                       | AG    | Duško Savanović  | 1983 | 204 cm | 102 kg |  |
| 21 | Turchia (bandiera)                      | AG    | Ersan İlyasova   | 1987 | 208 cm | 107 kg |  |
| 23 | Albania (bandiera) · Turchia (bandiera) | C     | Ermal Kuqo       | 1980 | 206 cm | 118 kg |  |
| 32 | Turchia (bandiera)                      | G     | Sinan Güler      | 1983 | 192 cm | 95 kg  |  |
| 33 | Stati Uniti (bandiera)                  | P     | Oliver Lafayette | 1984 | 188 cm | 86 kg  |  |
| 34 | Turchia (bandiera)                      | AG    | Gökhan Şirin     | 1990 | 208 cm | 91 kg  |  |
| 42 | Croazia (bandiera)                      | C     | Stanko Barać     | 1986 | 217 cm | 111 kg |  |

| Allenatore                                                                     |
| - Ufuk Sarıca (fino al 24 febbraio 2012) - Īlias Zouros (dal 24 febbraio 2012) |
| Assistente/i                                                                   |
| - Tomislav Mijatović Legenda - (C) Capitano - (IN) Inattivo - Infortunato      |

## Mercato

### Sessione estiva
| Acquisti | Acquisti           | Acquisti         | Acquisti      | Acquisti |
| R.a      | Nome               | da               | Modalità      |          |
| -------- | ------------------ | ---------------- | ------------- | -------- |
| AG       | Ersan İlyasova     | Milwaukee Bucks  | definitivo    |          |
| C        | Esteban Batista    | Saski Baskonia   | definitivo    |          |
| P        | Vlado Ilievski     | Olimpija Lubiana | definitivo    |          |
| G        | Saša Vujačić       | N.J. Nets        | definitivo    |          |
| C        | Stanko Barać       | Saski Baskonia   | definitivo    |          |
| AG       | Duško Savanović    | Valencia         | definitivo    |          |
| P        | Doğuş Balbay       | Texas Longhorns  | definitivo    |          |
| G        | Tarence Kinsey     | Fenerbahçe       | definitivo    |          |
| C        | Ermal Kuqo         | Galatasaray      | definitivo    |          |
| AG       | Barış Hersek       | Antalya BŞB      | fine prestito |          |
| AG       | Gökhan Şirin       | Charlotte 49ers  | definitivo    |          |
| C        | Miroslav Raduljica | Alba Berlino     | fine prestito |          |

| Cessioni | Cessioni           | Cessioni          | Cessioni         | Cessioni |
| R.       | Nome               | a                 | Modalità         |          |
| -------- | ------------------ | ----------------- | ---------------- | -------- |
| PG       | Ronald Murray      | Memphis Grizzlies | fine contratto   |          |
| AG       | Lawrence Roberts   | Lietuvos rytas    | fine contratto   |          |
| G        | Bootsy Thornton    | Mens Sana Siena   | fine contratto   |          |
| A        | Boštjan Nachbar    | Free agent        | fine contratto   |          |
| P        | Ender Arslan       | Galatasaray       | fine contratto   |          |
| C        | Nikola Vujčić      | Free agent        | fine contratto   |          |
| G        | Igor Rakočević     | Mens Sana Siena   | fine contratto   |          |
| AC       | Erwin Dudley       | Beşiktaş          | fine contratto   |          |
| AG       | Barış Hersek       | Beşiktaş          | fine contratto   |          |
| C        | Duşan Çantekin     | Mega Vizura       | rinnovo prestito |          |
| C        | Miroslav Raduljica | Partizan          | prestito         |          |
| AC       | Ali Işık           | Hacettepe Üniv.   | fine contratto   |          |

### Dopo l'inizio della stagione
| Acquisti | Acquisti         | Acquisti | Acquisti        | Acquisti   |
| R.       | Nome             | da       | Data            | Modalità   |
| -------- | ---------------- | -------- | --------------- | ---------- |
| P        | Oliver Lafayette | Gdynia   | 20 gennaio 2012 | definitivo |

| Cessioni | Cessioni       | Cessioni         | Cessioni        | Cessioni       |
| R.       | Nome           | a                | Data            | Modalità       |
| -------- | -------------- | ---------------- | --------------- | -------------- |
| AG       | Ersan İlyasova | Milwaukee Bucks  | 6 dicembre 2011 | fine contratto |
| P        | Vlado Ilievski | Lokomotiv Kuban' | gennaio 2012    | prestito       |